# Epipactis nicolosii
Epipactis nicolosii är en orkidéart som beskrevs av Maria Pia Grasso och Grillo. Epipactis nicolosii ingår i släktet knipprötter, och familjen orkidéer.
Artens utbredningsområde är Sicilien. Inga underarter finns listade i Catalogue of Life.